# روان‌پزشکی فرگشتی
روان‌پزشکی فرگشتی، که همچنین به عنوان روان‌پزشکی داروینی نیز شناخته می‌شود، یک رویکرد نظری به روان‌پزشکی است که هدف آن توضیح اختلالات روان‌پزشکی با اصطلاحات فرگشتی است. این اصطلاح، شاخه ای از رشته پزشکی فرگشتی است که با تأکید بر ارائه توضیحات علمی به جای درمان اختلالات روانی، از عملکرد پزشکی روان‌پزشکی متمایز است. این رشته اغلب سعی می‌کند به سؤالاتی که از لحاظ فلسفی به علیت نهایی (به انگلیسی:ultimate causation) یک پدیده/اختلال روانی مربوط می‌شود پاسخ دهد. به عنوان مثال، ژنتیک روان‌پزشکی ممکن است ژن‌های مرتبط با اختلالات روانی را کشف کند، اما روان‌پزشکی فرگشتی می‌پرسد که چرا این ژن‌ها در جمعیت باقی می‌مانند. سؤالات اصلی دیگر در روان‌پزشکی فرگشتی این است که چرا اختلالات روانی ارثی بسیار رایج هستند چگونه می‌توان عملکرد ذهنی و اختلال عملکردی ذهن را تشخیص داد، و اینکه آیا اشکال خاصی از رنج به ارث رسیده، مزیتی انطباقی خاصی را برای سازگاری محیط را منتقل می‌کنند یا خیر. اختلالاتی که معمولاً در این رشته نظر گرفته می‌شوند عبارتند از افسردگی، اضطراب، اسکیزوفرنی، اوتیسم، اختلالات خوردن و غیره. مفاهیم کلیدی توضیحی این رشته مربوط به عدم تطابق فرگشتی (به انگلیسی: evolutionary mismatch: زمانی که محیط‌های مدرن باعث ایجاد شرایطی و اختلالاتی در سلامت روان می‌شوند) و این واقعیت است که فرگشت به‌جای هدف قرار دادن سلامتی یا رفاه یک جاندار توسط موفقیت باروری هدایت می‌شود. روان‌پزشکی فرگشتی به‌جای ارائه گزارشی جایگزین از علت اختلال روانی، به دنبال ادغام یافته‌های مکتب‌های سنتی روان‌شناسی و روان‌پزشکی مانند روان‌شناسی اجتماعی، رفتارگرایی، روان‌پزشکی زیست‌شناختی و روان‌کاوی در یک گزارش جامع مرتبط با زیست‌شناسی فرگشتی است. از این نظر، هدف آن برآورده کردن معیارهای یک تغییر پارادایم کوهنی است.
اگرچه این زیررشته به شدت تحت تأثیر روان‌شناسی فرگشتی قرار گرفته‌است، همان‌طور که ابد و سنت جان اسمیت (Abed and St. John-Smith) در سال ۲۰۱۶ میلدی اشاره کردند، «برخلاف روان‌شناسی فرگشتی، که زیررشته ای پر جنب و جوش و پر رونق از روان‌شناسی دانشگاهی با یک برنامه تحقیقاتی قوی و با بودجه کافی است، روان‌پزشکی فرگشتی همچنان مورد علاقه تعداد کمی از روانپزشکان است که در سراسر جهان پراکنده هستند." در سال‌های اخیر این زیر رشته به دلیل علاقه‌مندی ویژه به روانپزشکی فرگشتی در کالج سلطنتی روان‌پزشکان و ایجاد بخش روان‌پزشکی فرگشتی در انجمن روان‌پزشکی جهانی، و با انتشار متونی همچون متن منتشر شده توسط راندولف نیس: «Good" Reasons for Bad Feelings: Insight from the Frontier of Evolutionary Psychiatry» مورد توجه قرار گرفته‌است و درحال تبدیل شدن به زیررشته فعالیست.